# Širší vlast
Širší vlast či Velká vlast je historicko-politický výraz, který je připisován rumunskému historikovi Neagu Djuvarovi.

## Vymezení termínu
Termín může odkazovat na více oblastí:
- na historický stát v širším rozsahu než je jeho současné státní území a který si na jeho území nárokuje svou identitu anebo historii.
- k iredentistickému konceptu zahrnujícímu všechna historická území nárokovaná nacionalisty moderní země
- k přepisování historie zaměřené buď na to, aby se starověké státy jevily jako moderní monoetnické národy, nebo na demonstraci historické nadřazenosti nad sousedními národy.

Termín může také označovat názorové hnutí, jehož cílem je prezentovat v pozitivním světle výsledky někdejších koloniálních říší v osmi bývalých koloniálních zemích (Belgie, Francie, Itálie, Německo, Nizozemsko, Portugalsko, Spojené království, Španělsko):
- Belgická koloniální říše
- Britské impérium
- Francouzská koloniální říše
- Italská koloniální říše
- Německá koloniální říše
- Nizozemská koloniální říše
- Portugalská koloniální říše
- Španělská koloniální říše